# Майклс, Брет
Брет Майклс (настоящее имя Брет Майкл Сычак, родился 15 марта 1963) — американский певец, автор-песен, музыкант, актёр, режиссёр, сценарист, телеведущий, наиболее известен как вокалист рок-группы Poison.

## Биография
Майклс родился в небольшом городке Батлер, к северу от Питтсбурга, вырос в городе Меканиксберг в Пенсильвании. Он имеет карпато-русинские, ирландские, английские, немецкие и швейцарские корни. В подростковом возрасте Майклс начал играть на гитаре и вместе с ударником Рики Рокеттом, басистом Бобби Даллом и гитаристом Дэвидом Бесселманом создал рок-группу. Бессельман, который и свёл музыкантов вместе, вскоре коллектив покинул и на его место пришёл Мэтт Смит, который стал последним дополнением к появившейся в 1983 году группе Paris. В начале 1984 года группа переехала из Механиксбурга в Лос-Анджелес, где сменила название на Poison. В 1980-х и 1990-х годах группа добилась значительных успехов, продав свыше 45 млн альбомов по всему миру, а вышедший в 1988 году сингл «Every Rose Has Its Thorn» занял первую строчку американского хит-парада.
Помимо музыкальной карьеры Майклс сделал успешную карьеру на телевидении. Он создал вместе с актёром Чарли Шином продюсерскую компанию Sheen/Michaels Entertainment, которая занималась производством психологического триллера «Письмо из камеры смертников» (1998). Майклс выступил автором сценария, режиссёром, исполнителем одной из главных ролей и написал саундтрек к фильму. Компания также занималась другими проектами с участием Майклса.
Майклс был ведущим соревновательного реалити-шоу Rock of Love with Bret Michaels, в котором девушки боролись за право встречаться с Бретом. Реалити-шоу показывалось на канале VH1. В 2010 году Майклс стал победителем третьего сезона реалити-шоу Дональда Трампа Celebrity Aprentice. В том же году на VH1 демонстрировалось реалити-шоу Bret Michaels: Life as I Know It Майклс, посвящённое личной жизни Майклса. Также в 2010 году Майклс был ведущим конкурса красоты Мисс Вселенная 2010.

## Личная жизнь
В 1984 году Майклс познакомился в Лос-Анджелесе с 16-летней Трейси Льюси, которая стала его девушкой и источником вдохновения. Разрыв с ней в 1987 году побудил его написать песню «Every Rose Has Its Thorn», ставшую одним из главных хитов Poison.
В 1990-х годах Майклс встречался с моделью Памелой Андерсон. Их совместное секс-видео появилось в интернете в 1998 году. Майклс через суд добился запрета на распространение этой видеозаписи.
В 2010 году в эфире реалити-шоу Bret Michaels: Life as I Know It Майклс сделал предложение руки и сердца Кристи Гибсон, отношения с которой продолжались с перерывами последние 16 лет. В июле 2012 года они разошлись. У них есть две дочери.